# Panellus luminescens
Panellus luminescens är en svampart som först beskrevs av Corner, och fick sitt nu gällande namn av Corner 1986. Panellus luminescens ingår i släktet Panellus och familjen Mycenaceae.   Inga underarter finns listade i Catalogue of Life.